# 1-й Брянский переулок
Пе́рвый Бря́нский переу́лок (название получено до 1917 года) — бывший переулок в Западном административном округе города Москвы на территории района Дорогомилово.

## История
Переулок получил своё название до 1917 года по близости к Брянской улице, в свою очередь получившей название в начале XX века по близости к Киевскому вокзалу, который ранее назывался Брянским.

## Расположение
1-й Брянский переулок проходил от 2-го Брянского переулка на восток до площади Киевского Вокзала. В настоящее время квартал, в котором располагался переулок, занимает торговый центр «Европейский».